# Нижнів (гміна)
Ґміна Нижнів — адміністративна субодиниця Тлумацького повіту Станиславівського воєводства і Крайсгауптманшафту Станіслав. Утворена 1 серпня 1934 року згідно з розпорядженням Міністерства внутрішніх справ РП від 26 липня 1934 за підписом міністра Мар'яна Зиндрама-Косьцялковського. Центр — Нижнів.

### Короткі відомості
Утворена на території попередніх самоврядних сільських ґмін Антонівка, Кутища, Нижнів, Новосілка, Петрилів. Згідно адміністративної реформи, містечко Нижнів стало центром сільської ґміни Нижнів.
У 1934 р. територія ґміни становила 90,33 км². Населення ґміни станом на 1931 рік становило 11 103 особи. Налічувалось 2 296 житлових будинків.
Ґміна ліквідована в 1940 р. у зв’язку з утворенням Тлумацького району. Ґміна була відновлена на час німецької окупації з липня 1941 р. до липня 1944 р.